# Graf Zeppelin (Schiff, 1989)
Das Motorschiff Graf Zeppelin ist ein auf dem Bodensee verkehrendes Passagierschiff, das von der Österreichische Schiffswerften AG in Korneuburg und in der Außenstelle Fußach erbaut und am 18. März 1989 in Friedrichshafen in Dienst gestellt wurde. Benannt wurde es nach dem Luftschiffpionier Ferdinand von Zeppelin, der in Konstanz geboren ist und in Friedrichshafen den Zeppelin entwickelte.

## Geschichte
Das Schiff gilt als offizieller Ersatz für das 1988 stillgelegte Motorschiff Kempten. Durch den Verzicht auf umlaufende Galerien entstanden großräumige Salons. Somit eignet sich das Dreideck-Motorschiff Graf Zeppelin besonders für Charter- und Eventfahrten, vor allem die Fahrten zu den Bregenzer Festspielen und die Galafahrten zum Jahreswechsel. Das am Bodensee neuartige Design soll Assoziationen mit Kreuzfahrtschiffen wecken. Heimathafen der Graf Zeppelin war zunächst Konstanz. Ab 1999 wurde Friedrichshafen zum neuen Heimathafen des Schiffes. Die gesamte Antriebsanlage befindet sich erstmals bei einem deutschen Bodenseeschiff im Heck. Im Jahre 2007 wurde es mit einem Wulstbug nachgerüstet und am Heck wurde das Schiff um 2,80 Meter auf insgesamt 59,05 Meter verlängert, wodurch sich der Treibstoffverbrauch um 25 % verringerte. Die an den Rumpfseiten nachträglich angebrachten Schlingerkiele reduzierten die Rollbewegungen. Die Graf Zeppelin ist für 700 Personen zugelassen und  wird inzwischen zunehmend auch im Kursverkehr auf dem Obersee eingesetzt.